# Пауэлл, Дэррил
Дэррил Энтони Пауэлл (англ. Darryl Anthony Powell; род. 15 ноября 1971, Ламбет, Большой Лондон) — ямайский спортивный агент и футболист, полузащитник. Сыграл более 350 матчей в английских футбольной лиге и Премьер-лиге. Также выступал за национальную сборную Ямайки

## Клубная карьера
Профессиональную карьеру начал в 1989 году за команду «Портсмут», в которой провёл шесть сезонов, приняв участие в 132 матчах чемпионата. Большинство времени, проведенного в составе Портсмута, был основным игроком команды.
Своей игрой за «Помпи» привлёк внимание тренерского штаба клуба «Дерби Каунти», в состав которого присоединился в 1995 году. Отыграл за «баранов» следующие семь сезонов. В составе «Дерби Каунти» также в большинстве своём выходил на поле в основном составе.
С 2002 по 2004 года играл в составе «Бирмингем Сити», «Шеффилд Уэнсдей» и американского «Колорадо Рэпидз».
Завершил профессиональную карьеру футболиста в клубе «Ноттингем Форест», за который выступал в течение 2005 года.

## Карьера за сборную
В 1998 году дебютировал за национальную сборную Ямайки.
Был включён в состав сборной на чемпионат мира 1998 года во Франции, где Пауэлл в первом матче групповой стадии против Хорватии (1:3) вышел во втором тайме с замены, а во втором — против Аргентины (0:5) получил удаление в конце первого тайма. Через два года со сборной Пауэлл поехал в США на Золотой кубок КОНКАКАФ, где ямайцы не смогли преодолеть групповой этап
Всего за сборную Пауэлл провёл 21 матч и забил 1 гол.

## Личная жизнь
С 2015 года он работает спортивным агентом.
Пауэлл также появлялся в качестве гостя на соревнованиях по пляжному футболу, играя за сборную Англии на товарищеском матче в Бирмингеме.